# Den Oord

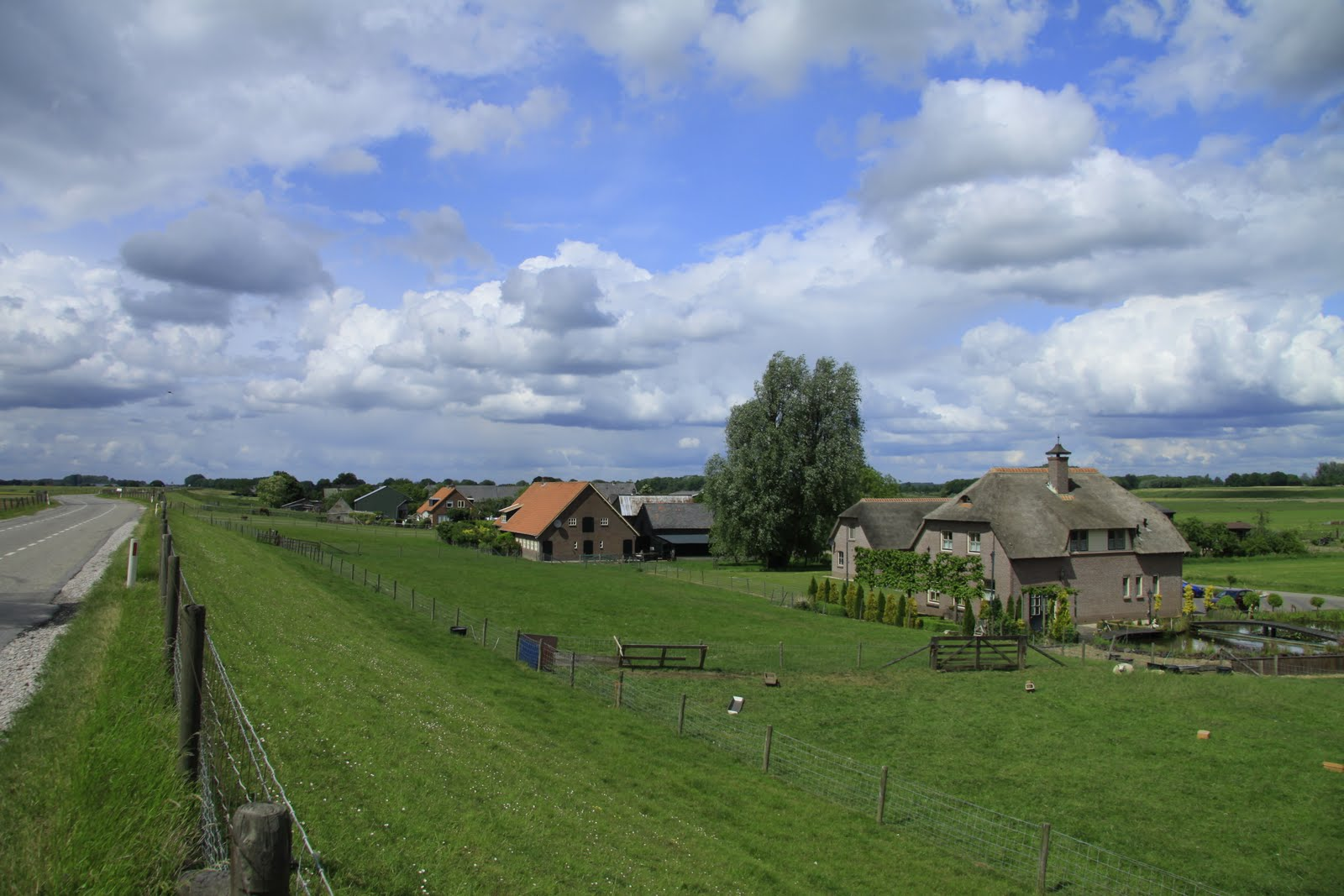
Den Oord

Den Oord is een buurtschap behorende tot de gemeente Wijk bij Duurstede in de provincie Utrecht. Een klein gedeelte van Den Oord valt onder de gemeente Houten; Den Oord is ook de naam voor de (goeddeels onbebouwde) uitloper van Houten naar dit gebied. Het ligt ten westen van Wijk bij Duurstede tussen de rivier de Lek en het Amsterdam-Rijnkanaal.
Stad: Wijk bij Duurstede      Dorpen: Cothen · Langbroek

Buurtschappen: Den Oord · Dwarsdijk · Overlangbroek

Utrecht · Plaatsen in de provincie      Nederland · Provincies · Plaatsen in de provincie